# 弗朗西斯·梅希纳
弗朗西斯·梅希纳（1931年—）是一位美国心理學家，1957年毕业于哥伦比亚大学心理学系，导师F. S. Keller和William N. Schoenfeld，知名于在1959年引入了一种符号语言。